# أمل حجازي
أمل حجازي (20 فبراير 1977 -)، مغنية، وعارضة أزياء لبنانية معتزلة.

## حياتها الخاصة
ولدت في بيروت، لأسرة مسلمة سنية من بلدة كفرفيلا، في جنوب لبنان، لديها خمسة أخوة: إبراهيم، ويوسف، ومصطفى، وأحمد، ومحمود. توفي والدها في العاشرة من عمرها؛ فعكفت والدتها نادية الكيلاني على تربيتها هي وإخوتها، وكونَّت أسرة كبيرة  وحصلت أمل على بكالوريوس الهندسة المعماريّة عام 2001.
ورغم أنها عاشت في فرنسا لمُدة عشر سنوات بسبب ويلات الحرب الأهلية اللبنانية، إلا أنها فضلت اللغة العربية، واعتبرتها الأصل .

### حياتها الأسرية
ارتبطت أمل قبل زواجها بقصة حب مع شربل ضومط وهو أحد مدراء قسم إدارة أعمال الفنانين في «روتانا»، ولكن هذه العلاقة لم تتكلل بالزواج لأن والدتها لم تكن راضية عن هذا الزواج بسبب اختلاف ديانتها معه. تزوجت عام 2008 من رجل الأعمال اللبناني «محمد البسام» وقد التقت به في محل مجوهرات تعددت لقاءاتهم، وعندما اكتشفت أنهما على تفاهم حول كل المواضيع قررا كتب الكتاب وإعلان خطوبتنا في شكل رسمي ثم الزواج لم يتدخل في حياتها الفنية، بل دعمها ووقف إلى جانبها. رزقت منه بطفلين كريم عام 2009 وبعد ولادة إبنها كريم افتتحت أمل حجازي مطعماً في منطقة الصيفي في بيروت وما لبثت أن أقفلته بعد عام واحد عام 2012، وهي تسكن معه في منطقة الحازمية في جبل لبنان.

## مشوارها الفني
- بدأت خطواتها المهنية بالعمل عارضة أزياء، بعدها شاركت عام 1998 في برنامج كأس النجوم على شاشة المؤسسة اللبنانية للإرسال لكنها لم تربح أي كأس ولم يعرفها الجمهور.
- أطلقت أول ألبوماتها «آخر غرام» سنة 2001، بعدها سنة 2002 أطلقت ألبومها الثاني «زمان» الذي لاقى نجاحا جماهريا والذي احتوى أغنية «عينك عينك» التي غنتها مع المغني الجزائري فوديل وعدت المنافسة الأولى لإليسا.[4] وشغل منصب مدير أعمالها المنتج جان صليبا الذي انفصلت عنه لاحقا.
- سنة 2004 أطلقت ألبومها الثالث «بتدور على قلبي» والذي احتوى على 11 أغنية.
- أطلقت ألبومها الرابع «بياع الورد» الذي يحتوي على 10 أغاني عام 2006 وصورت منه كليب بياع الورد مع المخرج يحيى سعادة. أثار الكليب حينها بلبلة كبيرة بعد اتهماها بتشجيع المثلية الجنسية.
- بعدها ألبومي «خاله يا خالة» عام 2007 و «كيف القمر» 2008
- عام 2010 أطلقت آخر ألبوم لها مع روتانا بعنوان «ويلك من الله».[5] عينت عام 2003 كسفيرة لشركة باناسونيك في منطقة الشرق الأوسط.[6]

### خلافها مع منافستها إليسا
كانت المنافسة بينهما قوية منذ البدايات عام 2011 شب الخلاف بينهما عندما اتهمت أمل إليسا بأنها استولت منها على إعلان لإحدى شركات المجوهرات بعدما كانت قد وقعت على العقد، ليت استبدالها بإليسا قبل تصوير الإعلان بيوم.
وانتقدت امل ، إليسا بشكل لاذع على قناة «أو. تي. في» اللبنانية، حين دار الحديث عن جان صليبا، مكتشف إليسا وأمل، وطُلبت المذيعة من أمل أن تعتبر نفسها إليسا ثم سئلت عما إذا كان جان صليبا صاحب فضل عليها، فقامت بتقليد إليسا بطريقة ساخرة، قائلة إنّها ترفض إكمال الحلقة لأنّه تم ذكر صليبا.
وسبق لأمل حجازي أن انتقدت إليسا في كليب «عا بالي حبيبي»، قائلة إن فستان العروس الذي ارتدته جميل لكنّه لم يكن لائقاً بها، وعندما ظهرت في برنامج «بدون رقابة» مع وفاء الكيلاني، اعتبرت أنّ أغنيات إليسا لا يمكن الرقص على أنغامها في حين أنّ نانسي عجرم أكثر حيوية على المسرح، كما أنها تنوع أغنياتها ولونها وإليسا لا تفعل ذلك.
انتقادات حجازي اللاذعة رد عليها جمهور اليسا بوابل من الانتقادات تجاه حجازي، واتهموها بالغيرة الفنية بسبب عدم تحقيق إلبومها الأخير أي نجاح يذكر في سوق الكاسيت بينما تحصد ألبومات اليسا نجاحا وانتشارا واسعا.

### أمل وتأييدها للمساكنة
عام 2013، ظهرت، عبر شاشة إم بي سي، لتنفي شائعة تأييدها المساكنة قبل الزواج، قائلة: هذه الإشاعة أزعجتني كثيراً، فهي تمس بديني وخاصة أنا قريبة جداً من الله وأصوم وأصلي، فهذه الشائعة مؤذية لي ولصورتي في المستقبل أمام أولادي، وأضافت: أعمل الآن على مقاضاة بعض المواقع التي تناقلت هذا الخبر الكاذب بدون العودة لي.

### الغياب والعودة
ابتعدت عن الفن، لكنها عادت إليه مرة أخرى عام 2014 بأغنية سنجل بعنوان الليلة.

### رفضها للألقاب
رفضت أن تُلقب بـ «ملكة الرومانسية»، وقالت: الألقاب لا تعنيني، عندما بدأت أطلق علي لقب (المطربة الرومانسية)، ولكن لم أعمل على حصر نفسي في هذا اللقب، وفقًا لحوار أجرته مع موقع العربية.
كانت «كذبة كبيرة» آخر أغنية أصدرتها، صدرت عام 2016، من كلمات مارسيل مدور، وألحان أوميت سايان، وتوزيع إيتكن كورت وناصر الأسعد، لكن الأغنية السابقة عليها حازت شهرة كبرى، ووصل عدد مشاهدي أغنية الليلة إلى 16 مليونا على اليوتيوب تلتها أغنية ده حبيبي التي صورتها مع المخرج فادي حداد وكانت باللهجة المصرية من إنتاج «لايف ستايل ستديوز».
.

### أمل وإنتقادها لسعد المجرد
في سبتمبر 2017 شاركت متابعيها عبر حسابها الرسمي على تويتر تغريدة أثارت غضب جمهور الفنان المغربي سعد لمجرد قائلة: » «تحقيق المشاهدات على اليوتيوب هو عبارة عن قديش بتدفع، بدك مليون، مليونين ثلاثة، قد ما تدفع بتاخد مش مقياس أبدا، إذ عليها كثير «.
وخلفت تغريدها موجة من الانتقادات وضجة بين رواد العالم الافتراضي، الذين هاجموها ودافعوا عن سعد، وفق ما أوردت «سيدتي».
ويشار إلى أن أغنية» Let Go » الجديدة التي أطلقها سعد المجرد من كلماته، حققت نجاحاً ساحقا في الوسط الفني العربي، بكسرها حاجز 12 مليون مشاهدة على اليوتيوب بعد يومين من طرحها.

## جوائز
- 2006: أفضل مطربة عربية لمهرجان أوسكار السينما المصرية بدورته الرابعة، الذي نظمته شبكة راديو وتلفزيون العرب في مصر.

## الخلاف مع روتانا
عام 2014 قامت برفع قضية ضد شركة روتانا للصوتيات بسبب عدم دفع مستحقاتها المالية بعد خلاف كبير وقع بينها وبين الشركة المنتجة وبدأت المعركة بينهما بعد أن وصف المسؤولون في الشركة أمل بالكسولة. ووصلت المشكلة بين الطرفين إلى المحاكم بعد أن رفعت أمل دعوى ضد الشركة بغية تحصيل حقها حيث أن روتانا لم تنتج أي عمل لأمل منذ العام 2010 وفي أغسطس 2017 حصلت تسوية وقعت بين الطرفين لإنهاء الملف القضائي بينهما دون أن يفوز طرف على آخر وأن هناك جهة تدخلت بين أمل وروتانا لتقريب وجهات النظر وإعادة المياه إلى مجاريها.

## اعتزالها للفن والعودة
في الرابع من سبتمبر 2017 أعلنت اعتزالها الفن وارتداءها الحجاب عبر منشور نشرته على مواقع التواصل الاجتماعي، ومما كتبته: أعلن اعتزالي الغناء وارتداء الحجاب شكرًا لكل شخص كان يحب فني والذي يحبني حقًا هو من يتمنى لي السعادة الداخلية التي وصلت اليها الآن ليست كأي سعادة مررت بها من قبل جعلني الله أنا وأنتم من أهل الجنة وهداني وهداكم جميعًا لحب الخير وطريق النور"، لتتجه إلى الإنشاد الديني والأغاني الاجتماعية. وطلبت من أحد المؤلفين في مصر، أن يكتب لها عدة أناشيد وأغانٍ دينية، تطرحها على فترات متباعدة كأغنيّات «سينجل»، خاصة مع المناسبات الدينية، وخلال شهر رمضان.
وفي 13 سبتمبر 2017 نشر خبير التجميل سامر خزامي عبر صفحته الخاصة على أحد مواقع التواصل الاجتماعي، صورة لها وهي مرتدية الحجاب. وهي الصورة الرسمية الأولى بالحجاب، حيث يبدو أنها خضعت لجلسة تصوير، وقد ارتدت ملابس من تصميم حسين بظاظا
في مارس 2024 نشرت لها سيدة فيديو في أحد متاجر بيروت بدون حجاب وردت على منتقدي خلعها للحجاب وقالت 

## ألبومات
| العام | الألبوم      | المنتج       |
| ----- | ------------ | ------------ |
| 2001  | آخر غرام     | ميوزيك ماستر |
| 2002  | زمان         | ميوزيك ماستر |
| 2004  | بتدور ع قلبي | روتانا       |
| 2006  | بياع الورد   | روتانا       |
| 2007  | خالة يا خالة | روتانا       |
| 2008  | كيف القمر    | روتانا       |
| 2010  | ويلك من الله | روتانا       |

## فيديو كليبات
| الأغنية                            | المخرج       | المنتج            | سنة الإصدار |
| ---------------------------------- | ------------ | ----------------- | ----------- |
| هالشعب جبار                        | اكرم قاووق   | امل حجازي         | 2000        |
| ريح بالك                           | مارك حديفة   | ميوزك ماستر       | 2001        |
| غنيت                               | مارك سلوبر   | ميوزيك ماستر      | 2001        |
| حبيبي عود                          | طوني قهوجي   | ميوزيك ماستر      | 2001        |
| آخر غرام                           | طوني قهوجي   | ميوزيك ماستر      | 2001        |
| عينك عينك بمشاركة مغني الراي فوديل | طوني قهوجي   | ميوزيك ماستر      | 2002        |
| زمان                               | أحمد المهدي  | ديلارا            | 2002        |
| رومانسية                           | ميرنا خياط   | ديلارا            | 2002        |
| قولهالي                            | هادي خفشة    | ديلارا            | 2002        |
| مستني إيه                          | ميرنا خياط   | روتانا            | 2004        |
| بتدور عقلبي                        | ميرنا خياط   | روتانا            | 2004        |
| بعد سنين                           | ميرنا خياط   | روتانا            | 2006        |
| بياع الورد                         | يحيى سعادة   | روتانا            | 2006        |
| بحب نوع كلامك                      | ميرنا خياط   | روتانا            | 2006        |
| دق المي                            | سليم الترك   | روتانا            | 2008        |
| قلبي ناداك                         | سليم الترك   | روتانا            | 2008        |
| نفسي تفهمني                        | طوني قهوجي   | روتانا            | 2008        |
| أحلى مافي الأيام                   | رندة علم     | روتانا            | 2008        |
| بعيونك زعل                         | ميرنا خياط   | روتانا            | 2010        |
| بيعاملني                           | ميرنا خياط   | روتانا            | 2010        |
| ويلك من الله                       | فادي حداد    | روتانا            | 2010        |
| كذبة كبيرة                         | سعيد الماروق | لايف ستايل ستديوز | 2014        |
| ده حبيبي                           | فادي حداد    | لايف ستايل ستديوز | 2016        |